# Contea di Cuyahoga
Cuyahoga è una contea dell'area settentrionale dello Stato dell'Ohio negli Stati Uniti.

## Geografia fisica
La contea è bagnata a nord dal lago Erie. La contea copre una superficie di 3226 km² (di cui circa il 63% è rappresentato dalla superficie del lago Erie che ricade sotto la sua giurisdizione).
Il territorio è prevalentemente pianeggiante ed è diviso in due dal fiume Cuyahoga che scorre verso nord per andare a sfociare nel lago Erie a Cleveland. Gli altri immissari più importanti del lago Erie che scorrono nella contea sono il fiume Rocky che scorre nell'area occidentale ed il fiume Chagrin in quella orientale.

### Contee e municipalità confinanti
- Municipalità di Chatham-Kent (Ontario, Canada) - nord
- Contea di Lake - nord-est
- Contea di Geauga - est
- Contea di Portage - sud-est
- Contea di Summit - sud
- Contea di Medina - sud-ovest
- Contea di Lorain - ovest

## Storia
L'attuale contea faceva parte del territorio della Western Reserve assegnato allo Stato del Connecticut. Nel 1796 il generale Moses Cleaveland della Connecticut Land Company, istituita con lo scopo di promuovere la colonizzazione della Western Reserve, arrivato alla foce del Cuyahoga scelse il luogo per costruire una nuova città che da lui prese il nome di Cleveland. La contea fu istituita nel 1810 e a partire dal 1832 beneficiò del collegamento con il fiume Ohio grazie al canale Ohio-Erie.
Il livello d'inquinamento del fiume Cuyahoga a Cleveland era talmente elevato che a partire dal 1936 è stato coinvolto da una serie di incendi culminati nel grande incendio del 22 giugno 1969. Da allora grandi sforzi sono stati fatti per diminuire l'inquinamento e per reintrodurre le specie ittiche nel fiume.

## Comuni

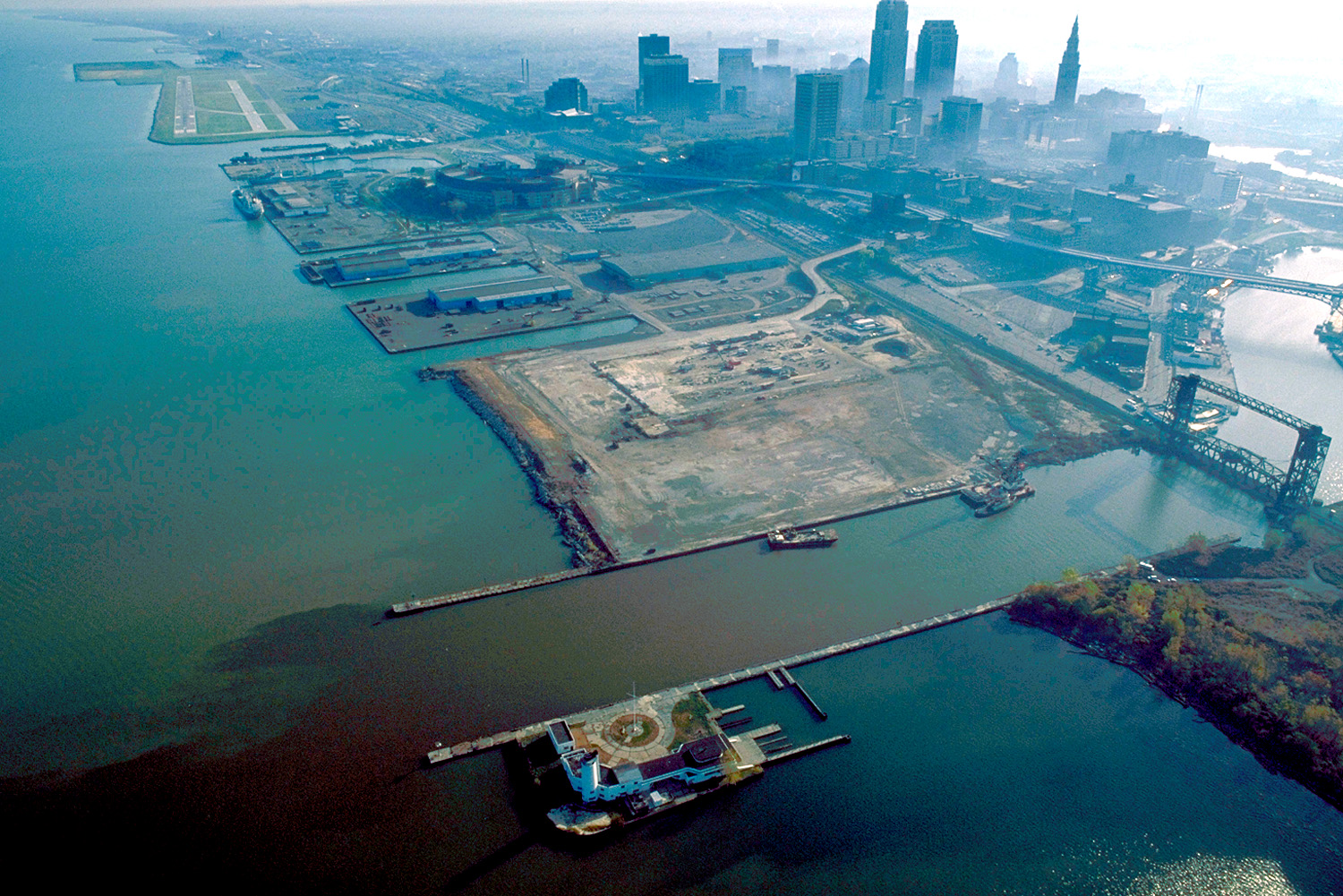
Veduta aerea di Cleveland con la foce del Cuyahoga in primo piano

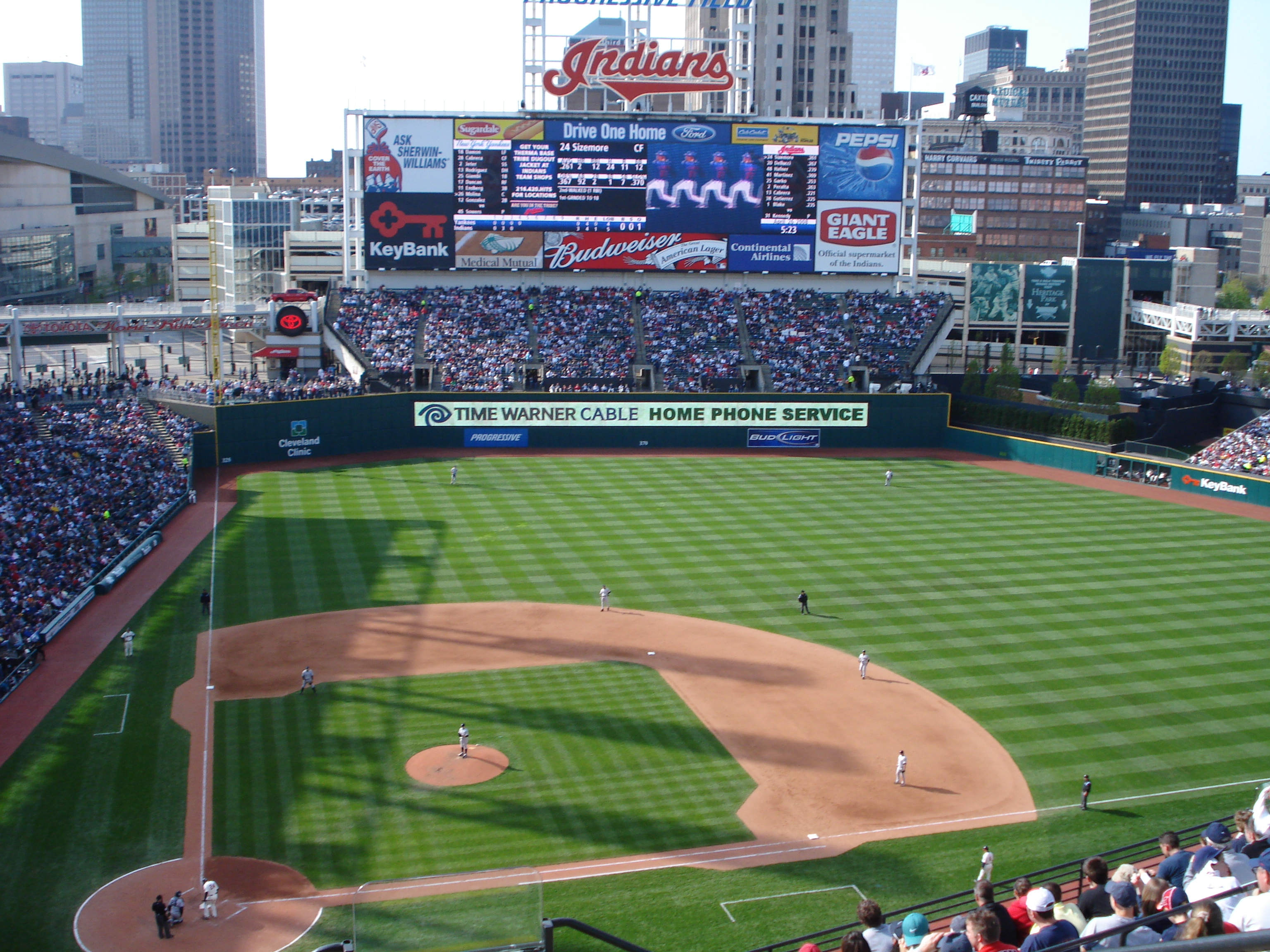
Veduta di Cleveland con in primo piano lo stadio di baseball Jacob Field

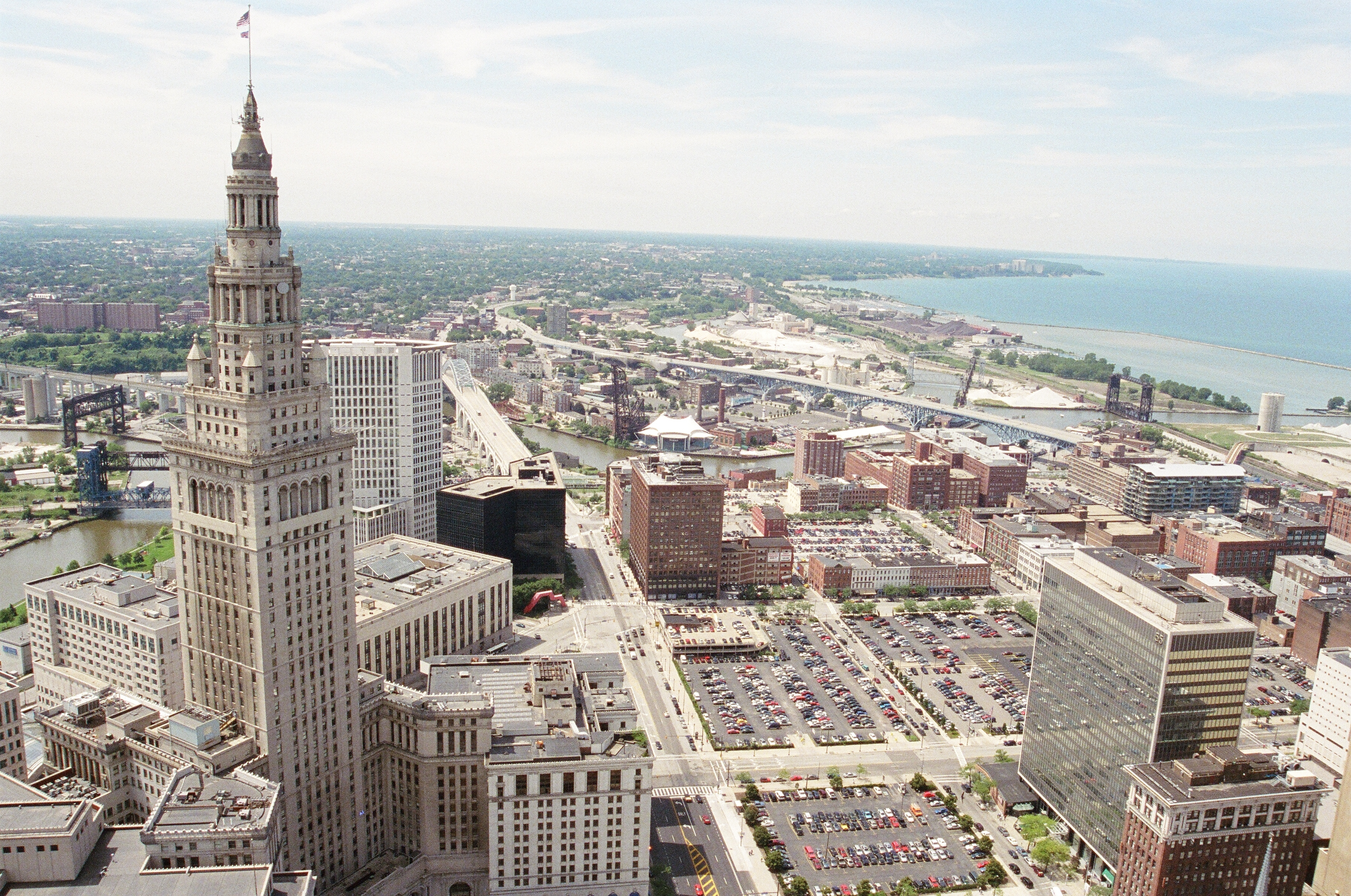
Panorama di Cleveland con sullo sfondo il lago Erie

L'intera contea fa parte dell'area metropolitana di Cleveland.
 Cities 
- Bay Village
- Beachwood
- Bedford
- Bedford Heights
- Berea
- Brecksville
- Broadview Heights
- Brook Park
- Brooklyn
- Cleveland (capoluogo)
- Cleveland Heights
- East Cleveland
- Euclid
- Fairview Park
- Garfield Heights
- Highland Heights
- Independence
- Lakewood
- Lyndhurst
- Maple Heights
- Mayfield Heights
- Middleburg Heights
- North Olmsted
- North Royalton
- Olmsted Falls
- Parma
- Parma Heights
- Pepper Pike
- Richmond Heights
- Rocky River
- Seven Hills
- Shaker Heights
- Solon
- South Euclid
- Strongsville
- University Heights
- Warrensville Heights
- Westlake

Villages
- Bentleyville
- Bratenahl
- Brooklyn Heights
- Chagrin Falls
- Cuyahoga Heights
- Gates Mills
- Glenwillow
- Highland Hills
- Hunting Valley
- Linndale
- Mayfield
- Moreland Hills
- Newburgh Heights
- North Randall
- Oakwood
- Orange
- Valley View
- Walton Hills
- Woodmere

Township
- Chagrin Falls Township
- Olmsted Township